# Pavel Sakouline
 (avril 2023).
La mise en forme du texte ne suit pas les recommandations de Wikipédia : il faut le « wikifier ».
Les points d'amélioration suivants sont les cas les plus fréquents :
- Les titres sont pré-formatés par le logiciel. Ils ne sont ni en capitales, ni en gras.
- Le texte ne doit pas être écrit en capitales (les noms de famille non plus), ni en gras, ni en italique, ni en « petit »…
- Le gras n'est utilisé que pour surligner le titre de l'article dans l'introduction, une seule fois.
- L'italique est rarement utilisé : mots en langue étrangère, titres d'œuvres, noms de bateaux, etc.
- Les citations ne sont pas en italique mais en corps de texte normal. Elles sont entourées par des guillemets français : « et ».
- Les listes à puces sont à éviter, des paragraphes rédigés étant largement préférés. Les tableaux sont à réserver à la présentation de données structurées (résultats, etc.).
- Les appels de note de bas de page (petits chiffres en exposant, introduits par l'outil «  Source ») sont à placer entre la fin de phrase et le point final[comme ça].
- Les liens internes (vers d'autres articles de Wikipédia) sont à choisir avec parcimonie. Créez des liens vers des articles approfondissant le sujet. Les termes génériques sans rapport avec le sujet sont à éviter, ainsi que les répétitions de liens vers un même terme.
- Les liens externes sont à placer uniquement dans une section « Liens externes », à la fin de l'article. Ces liens sont à choisir avec parcimonie suivant les règles définies. Si un lien sert de source à l'article, son insertion dans le texte est à faire par les notes de bas de page.
- La présentation des références doit suivre les conventions bibliographiques. Il est recommandé d'utiliser les modèles {{Ouvrage}}, {{Chapitre}}, {{Article}}, {{Lien web}} et/ou {{Bibliographie}}. Le mode d'édition visuel peut mettre en forme automatiquement les références.
- Insérer une infobox (cadre d'informations à droite) n'est pas obligatoire pour parachever la mise en page.

Pour une aide détaillée, merci de consulter Aide:Wikification.
Si vous pensez que ces points ont été résolus, vous pouvez retirer ce bandeau et améliorer la mise en forme d'un autre article.
 (avril 2023).
Pavel Nikititch Sakouline (en russe : Павел Никитич Сакулин, né en 1868 et mort en 1930) est un historien de la littérature russe, membre de l'Académie des sciences de l'URSS.

## Biographie
Pavel Sakouline est né le 1er septembre 1868 à Voskressenskoïe, village situé dans le gouvernement de Samara en Russie. Il décède à Leningrad le 7 septembre 1930.
Diplômé de la faculté d’histoire et de philosophie de l’Université de Moscou en 1891, il enseigne de 1902 à 1911 l’histoire de la littérature russe à l’Université de Moscou. Les recherches méthodologiques de Sakouline durant les années 1920 visent à rapprocher la théorie littéraire académique et la critique du marxisme.
Initiateur de la réforme orthographique de la langue russe, il publie Réforme orthographique russe (en russe : Реформа русского правописания) qui servira après la révolution de 1917. Il fait d'ailleurs partie après la révolution de nombreux comités parmi lesquels le Commissariat de l'Instruction publique, la Section scientifique des Éditions d'État chargée d'établir pour les écoles nouvelles le programme d'étude de la langue russe, la Section littéraire de l'Académie des Sciences et des Arts, la Société des amateurs de littérature russe, le Comité théâtral de Moscou. Une fois appelé à Léningrad, il est chargé de transformer la Maison Pouchkine en Institut-musée de la littérature russe moderne.

## Publications
Sa première publication est sa thèse sur Odoïevski (1913, De l'origine sur l'idéalisme russe : le prince Odoïevskij, en russe Изъ исторіи русскаго идеализма : Князь В. Ѳ. Одоевскій).
Viennent ensuite en 1918, L’histoire de la nouvelle littérature russe : l’époque du classicisme (en russe : История новой русской литературы: эпоха классицизма), en 1920, Pouchkine et Radichtchev : une nouvelle solution à l’ancien problème (en russe: Пушкин и Радищев: новое решение старого вопроса), en 1922, Littérature russe et socialisme (en russe, Русская литература и социализм),
Il commence en 1927 un ouvrage de synthèse sur la littérature russe intitulé Littérature russe : revue sociologique et synthétique des styles littéraires (en russe : Русская литература: социолого-синтетический обзор литературных стилей) dont les deux premières parties sont publiées en 1928 et 1929 mais la troisième partie portant sur la période après 1840 a été interrompue par son décès. 